# 翰林醫官院
翰林医官院，后称翰林医官局。宋代、辽代掌管医药事务的机构。
五代有翰林医官使，掌校录医方，尚不具行政机构职能。宋代迟至淳化三年（992年）前已设立翰林医官院。主要管理宫廷统治阶级医药诸事。翰林医官使隶属于翰林院，掌管以医药侍奉皇帝、治疗疾病，并主管医务政会和医疗事务，包括对皇室、军旅、官衙、学校等派遣医官。以翰林医官使副使主管院事，下设直局奉御医丞医学袛候等。元丰五年（1082年）改名翰林医官局。南宋沿置，以入内内侍省官员一人主管。

## 创设渊源
宋以前，中央医药管理机构为太医署。两晋南北朝时，太医署主管全国医政和宫廷医疗。隋唐时期太医署的功能多偏重医学教育，与其并立的尚药局负责宫廷医疗；两机构虽均兼合国医药管理，但职责不太明确，在一定程度上造成了医药统管中的混乱。